# 4760 Jia-xiang
4760 Jia-xiang eller 1981 GN1 är en asteroid i huvudbältet som upptäcktes den 1 april 1981 av Harvard College Observatory. Den är uppkallad efter den kinesiske astronomen Zhang Jiaxiang.
Asteroiden har en diameter på ungefär 5 kilometer.